# Bécsi út
Bécsi út est une voie structurante de Budapest, située entre Zsigmond tér et les limites administratives de la capitale. Elle est parcourue du centre-ville au carrefour de Vörösvári út par les lignes  17 19 du tramway de Budapest.